# Land- und Stadtgericht Bialla
Das Land- und Stadtgericht Bialla war von 1824 bis 1838 ein preußisches Land- und Stadtgericht mit Sitz in der Stadt Bialla in der Provinz Preußen.

## Geschichte
In Bialla bestand bis 1824 das Stadt- und Amtsgericht Bialla. 1824 wurde daraus das Land- und Stadtgericht Bialla gebildet. Es war ein Gericht 2. Klasse im Sprengel des Oberlandesgerichts Insterburg. 
Sein Gerichtsbezirk umfasste die Stadt Bialla mit 1213 Gerichtseingesessenen und 86 Ortschaften mit 9287 Gerichtseingesessenen (zusammen also 10.500 Gerichtseingesessene). Am Gericht waren ein Land- und Stadtrichter und zwei weitere Mitarbeiter beschäftigt.
Mit Kabinetts-Ordre vom 22. August 1838 wurde das Land- und Stadtgericht Bialla aufgehoben und eine Gerichtskommission Bialla des Land- und Stadtgerichts Johannisburg wurde eingerichtet.
Nach der Märzrevolution wurden 1849 einheitlich Kreisgerichte gebildet. In Bialla entstand die 	Gerichtskommission Bialla des Kreisgerichts Johannisburg.